# جزيرة ترانغان
جزيرة ترانغان هي واحدة من الجزر الأربع الرئيسية في جزر آرو في بحر آرافورا. مساحتها 2149 كيلومتراً مربعاً. وتقع ضمن مقاطعة مالوكو بإندونيسيا. الجزر الرئيسية الأخرى في الأرخبيل هي جزر كولا وووكام وكوبرور وميكور.